# S-Train (Korail)
S-Train (còn gọi là tàu tham quản biển Nam Độ (tiếng Hàn: 남도해양관광열차)) là một xe lửa tham quan ở Hàn Quốc được quản lý Korail. Tàu đi vào hoạt động từ năm 2013 và vận chuyển khách du lịch xuyên suốt miền Nam Hàn Quốc.

## Tổng quan
Tuyến tàu được mở cửa vào ngày 27 tháng 9 năm 2013, và gồm hai tuyến đường, một là đi từ Busan đến Yeosu ở tỉnh Jeolla Nam và tuyến còn lại đi từ Gwangju ở tỉnh Jeolla Nam đến Masan ở tỉnh Gyeongsang Nam. Cả hai tuyến đường đi cùng một thời gian nhưng khác hướng và gặp nhau tại Ga Hadong ở tỉnh Gyeongsang Nam nơi mà hành khách có thể chuyển đổi sang tuyến khác. Một trong những chặn dừng là Suncheon, gần vịnh Suncheon, nơi đăng cai tổ chức 2013 Suncheon Garden Expo Korea.
Từ "S" trong tên tuyến tàu có nghĩa là "south" (hướng nam), tuyến đường hình dạng chữ "S" chạy dọc theo bờ biển Nam của Han Quốc, ngoài ra còn là viết tắt của chữ "slow" (chậm), "sea" (biển) và "sightseeing" (tham quan). The train is distinguished with its slow travel pace.

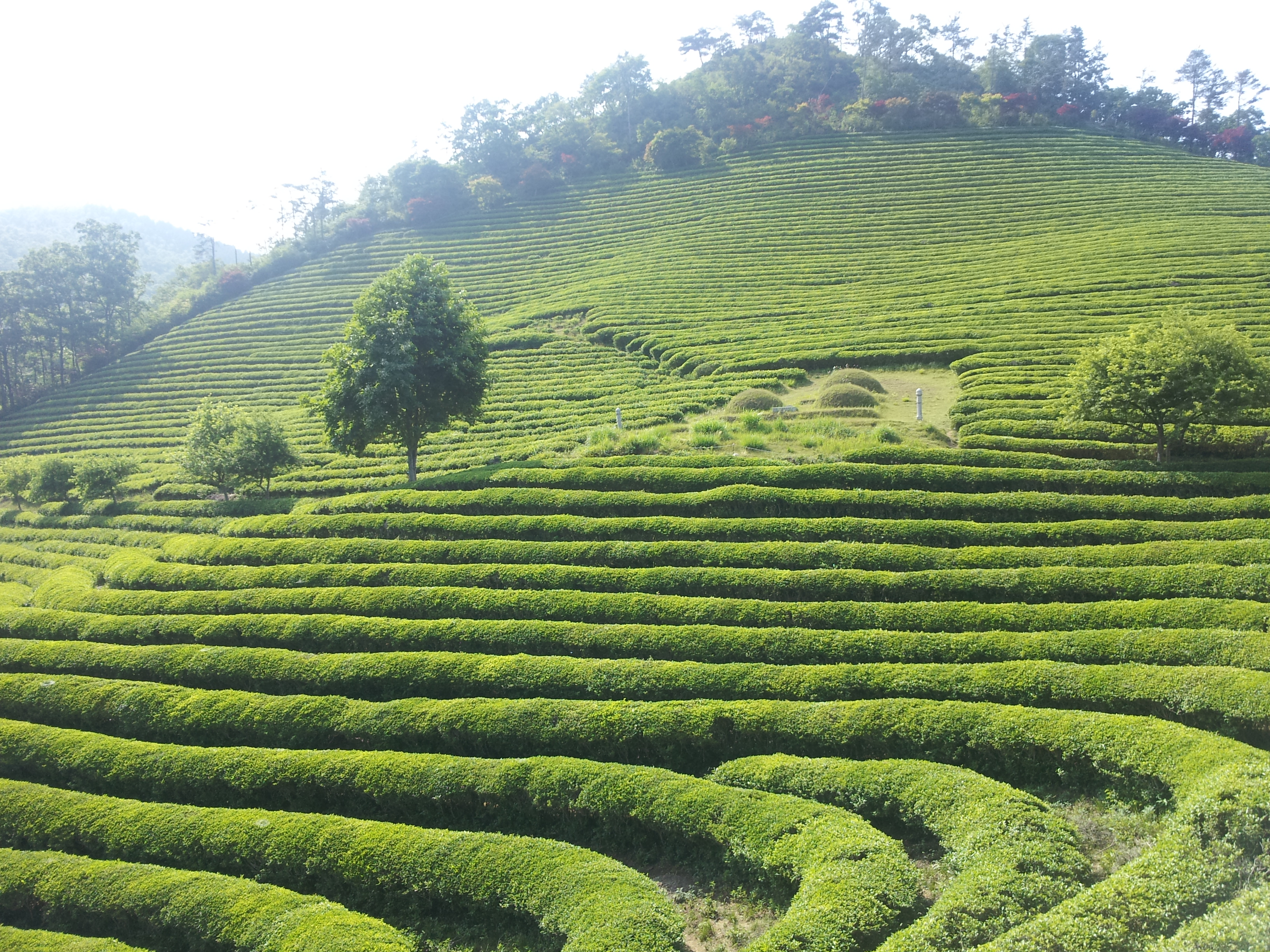
Cánh đồng trà Boseong

Đoàn tàu gồm có năm toa với nhiều chức năng khác nhau, bao gồm kì nghỉ gia đình, uống trà, buổi tiệc, thể thao và thư giãn. Nhiều khoảng trống nhỏ giữa các toa tàu là nơi chứa xe đạp thể thao. Lễ trà truyền thống của Hàn Quốc bao gồm trò truyện, và phục vụ các món trà đến từ các vùng Boseong và Hadong, tại mỗi trạm dừng.
Bên ngoài toa tàu được sơn bằng màu xanh dương và màu hồng, thể hiện cho màu nước biển và màu hồng của hoa chi trà ở khu vực phía Nam. Đoàn tàu mang chủ đề con rùa, với phần mũi tàu được sơn hình đầu con rùa, để tưởng nhớ bộ chỉ huy tư lệnh hải quân Yi Sun-shin ở thể kỉ 16, nổi tiếng với việc triển khai các tàu chiến hình con rùa.
Vào tháng 4 năm 2014, đoàn tàu được sử dụng bởi nhóm nhạc pop TVXQ, một chuyến đi dành cho người hâm mộ, để kỉ niệm 10 năm ra mắt của họ và hệ thống đường ray KTX của Korail.

## Hoạt động
- Seoul đến ga S-Train: Ga Seoul - Ga Suwon - Ga Cheonan - Ga Seodaejeon - Ga Daejeon - Ga Iksan - Ga Jeonju - Ga Namwon -  Ga Suncheon - Ga Yeosu–EXPO
- Ga S-Train (từ hướng Tây): Ga Gwangju - Ga Nampyeong - Ga Deungnyang - Ga Boseong - Ga Beolgyo - Ga Suncheon - Ga Hadong - Ga Bukcheon - Ga Jinju - Ga Masan[2]

- Thời gian đi xấp xỉ: 4 giờ.

- Ga S-Train (từ hướng Đông): Ga Busan - Ga Gupo - Ga Jinyeong - Ga Changwonjungang - Ga Masan - Ga Jinju - Ga Bukcheon - Ga Hadong - Ga Suncheon - Ga Yeocheon - Ga Yeosu–EXPO[2]

- Thời gian đi xấp xỉ: 5 giờ 30 phút.

## Liên kết
- S-Train tại Korail (tiếng Hàn)